# Argos Zodhiates
Argos Zodhiates (im Deutschen: Argos Zodiatis griechisch Άργος Ζωδιάτης; * 1913 in Zypern; † 1979 in Boston) war ein Pastor der Griechischen Evangelischen Kirche. Aufgrund seiner Radioarbeit und seiner Art, junge Pastoren zu fördern, war er einer der einflussreichsten Persönlichkeiten der Kirche.

## Biografie
Der gebürtige Zypriot kam mit seinen Eltern nach Ägypten. Dort hörte er eine evangelische Predigt der Evangelistin Agianoglu (Αγιάνογλου) und konvertierte. Durch seinen Einfluss traten auch sein jüngerer Bruder und seine Mutter zur evangelischen Kirche über. Er studierte dann an der Amerikanischen Universität in Kairo, an der Bibelschule von Damaskus (Βιβλική Σχολή της Δαμασκού) und erwarb einen Master of Arts an der Northwestern University in Chicago und einen Ph.D am Andover Newton Seminary in Boston. Dann war er zunächst Pastor in Thessaloniki und in Katerini. Als englischer Staatsbürger musste er 1963 aufgrund des Militärputsches Griechenland verlassen und wurde Pastor zunächst in New York (1960–1970), dann in Boston (1970–1979), von wo er durch Radiomission Einfluss auf die Entwicklung der griechischen Kirche hatte. Er erzog ganze Generationen von Pastoren.

## Exil
1970 wurde ein Radio-Programm eingeführt, welches Predigten in Griechisch aufnahm und bei AM radio sendete. Unter der Leitung von Zodhiatis wuchs die Griechische Evangelische Gemeinde in Boston. 1972 erwarb die Gemeinde das Gebäude der First Church of Newton von der kongregationalistischen Gemeinde und erweiterte das Gebäude 1978 um ein Schulungszimmer und zwei Apartments. Dort wurden Theologiestudenten aufgenommen, die zum Studium nach Boston kamen. Über zehn Jahre arbeitete Zodhiatis zusammen mit Aneta Serafimidis, einer Missionarin der Armenian Bible Church, einer Brüdergemeine.

## Familie
Zodhiatis war verheiratet mit Viktoria Tektonidou (Βικτώρια Τεκτονίδου). Mit ihr hatte er vier Kinder: Evniki (Ευνίκη), Fedon (Φαίδων), Rea (Ρέα) und Anastasios (Αναστάσιος). Er ist der Bruder von Spiros Zodhiates. Das kirchliche Urlaubscamp in Leptokarya (Βιβλικό Κέντρο "ΑΡΓΟΣ ΖΩΔΙΑΤΗΣ") ist nach ihm benannt.